# فرودگاه منطقه‌ای کلینتون
فرودگاه منطقه‌ای کلینتون (به انگلیسی: Clinton Regional Airport) یک فرودگاه همگانی بهره‌برداری هوایی با کد یاتا CLK است که یک باند فرود آسفالت دارد و طول باند آن ۱۳۱۲ متر است. این فرودگاه در کشور ایالات متحده آمریکا قرار دارد و در ارتفاع ۴۹۲٫۶ متری از سطح دریا واقع شده‌است.